# Кардиб
Кардиб — село в Тляратинском районе Дагестана. Административный центр сельского поселения сельсовет Кардибский.

## География
Расположено в 13 км к востоку от районного центра — села Тлярата, на правом берегу реки Кудаор, с западной окраины сливается с селом Гиндиб.

## Население
| 1869 | 1888 | 1895 | 1926 | 1939 | 1970 | 1989 |
| ---- | ---- | ---- | ---- | ---- | ---- | ---- |
| 126  | ↗260 | ↗296 | ↘165 | ↗258 | ↗459 | ↘451 |
| 2002 | 2010 | 2021 |      |      |      |      |
| ↘430 | ↘389 | ↗688 |      |      |      |      |